# Лаувейя
Лаувейя (Laufey, от др.-сканд. lauf — «лист», «листва» и ey — «остров», то есть дословно «лиственный остров», что является кеннингом для дерева) по прозвищу Наль (др.-сканд. Nál — «Игла») — в германо-скандинавской мифологии, по разным версиям — ас или великан, вышедшая за ётуна Фарбаути, от которого родила Локи, Бюлейста и Хельблинди. После смерти своего мужа отнесла маленького Локи в Асгард, а сама вскоре умерла от горя.